# Trifolium
Trifolium L., 1753 è un genere di piante erbacee appartenente alla famiglia delle Fabacee (o Leguminose) che comprende oltre 290 specie.
È diffuso nelle regioni temperate dell'emisfero boreale e in quelle montuose dei tropici, e deve il suo nome alla caratteristica forma della foglia, divisa in 3 o più foglioline.

## Descrizione
Le piante sono per lo più annuali o biennali e in qualche caso perenni.
Come molte altre leguminose, i trifogli ospitano fra le loro radici dei batteri simbionti capaci di fissare l'azoto atmosferico; vengono utilizzati di conseguenza nel sistema di rotazione delle colture per migliorare la fertilità del suolo. Molte specie di trifoglio sono notevolmente ricche di proteine e vengono coltivate come foraggio per il bestiame.

## Distribuzione e habitat
Il genere ha una distribuzione subcosmopolita, essendo ampiamente diffuso in natura in America, Eurasia e Africa, ma assente in Oceania e Antartide. I centri di maggiore biodiversità sono la regione mediterranea, le aree montuose dell'Africa orientale e il versante occidentale delle Americhe.

## Tassonomia
Attualmente ci sono oltre 290 specie note di Trifolium.
Le due specie più comuni sono:
- il trifoglio rosso (Trifolium pratense)
- il trifoglio bianco o ladino (Trifolium repens)

Tra le specie di interesse foraggero vi sono inoltre:
- il trifoglio alessandrino (Trifolium alexandrinum)
- il trifoglio ibrido (Trifolium hybridum)
- il trifoglio incarnato (Trifolium incarnatum)
- il trifoglio persiano (Trifolium resupinatum)
- il trifoglio sotterraneo (Trifolium subterraneum)
- il trifoglio squarroso (Trifolium squarrosum)
- il trifoglio vescicoloso (Trifolium vesiculosum)

### Alcune specie

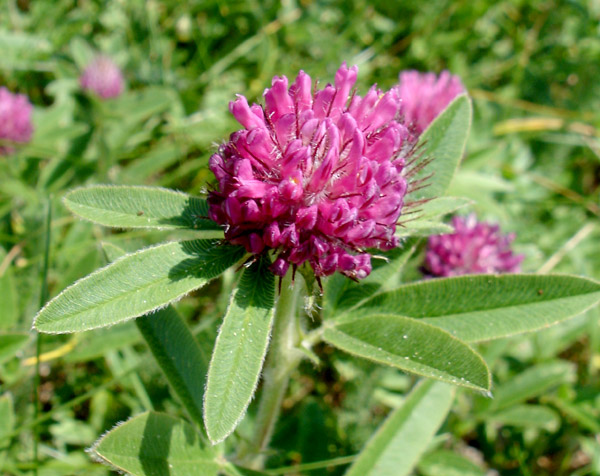
Trifolium alpestre
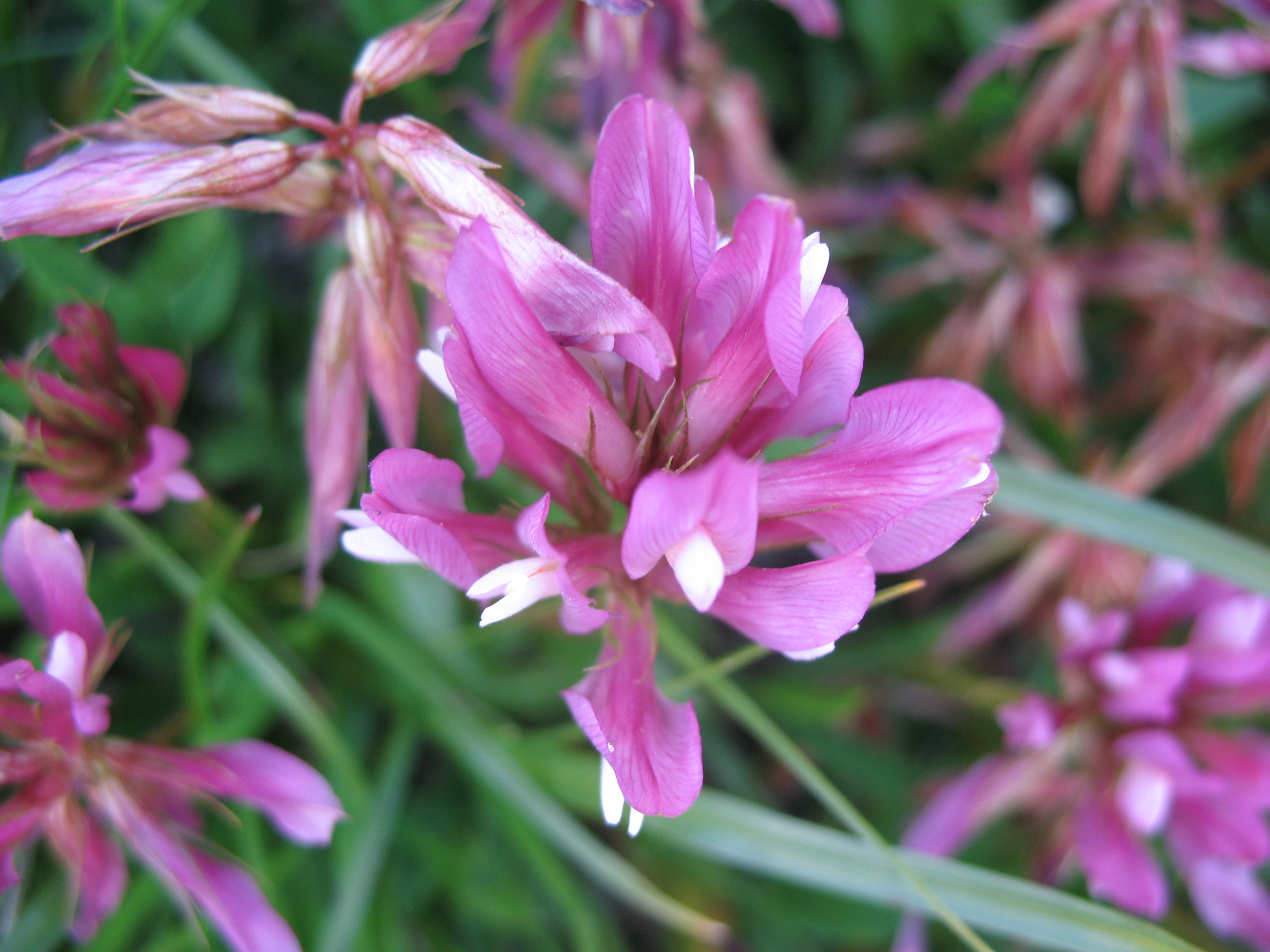
Trifolium alpinum
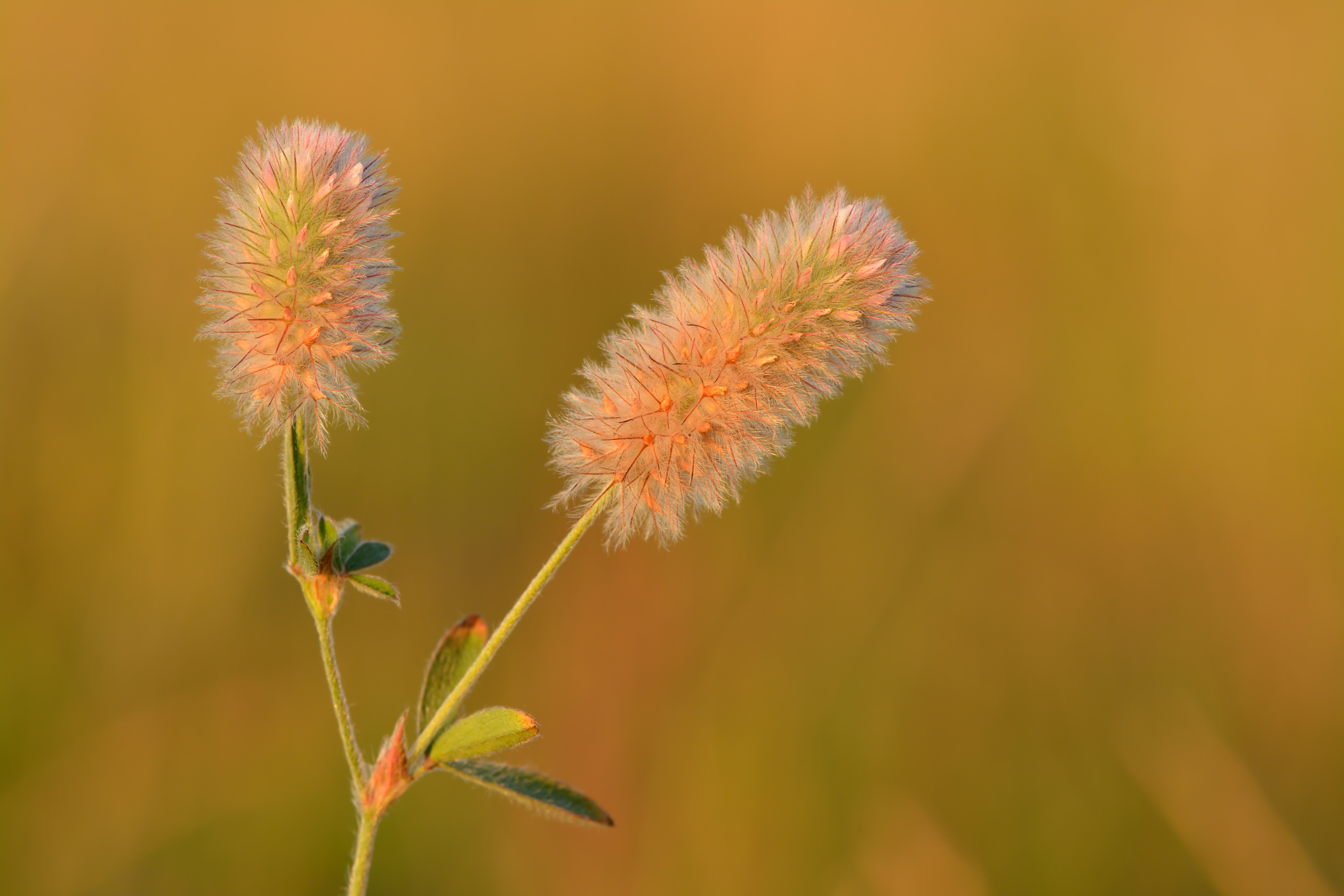
Trifolium arvense
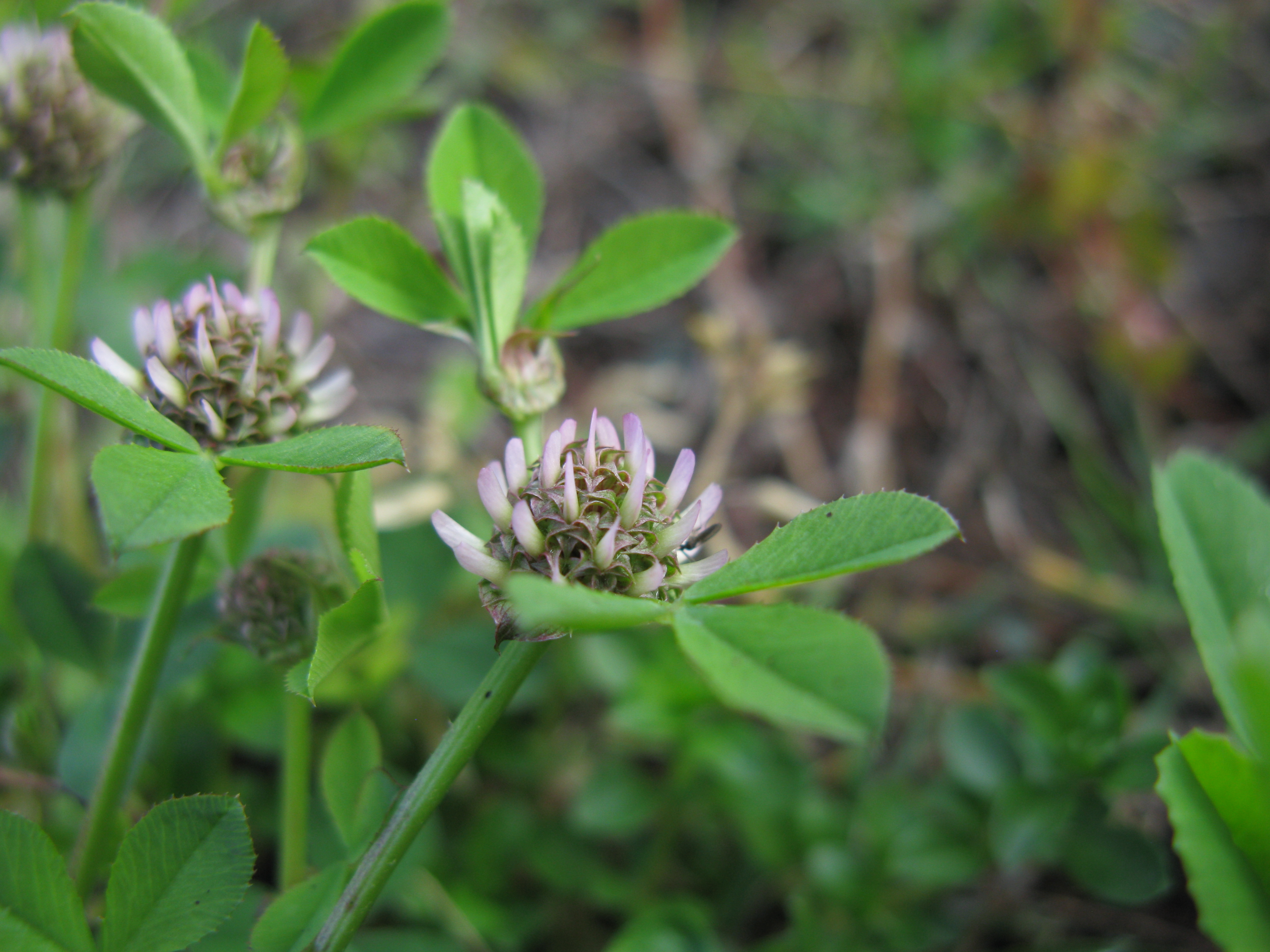
Trifolium glomeratum
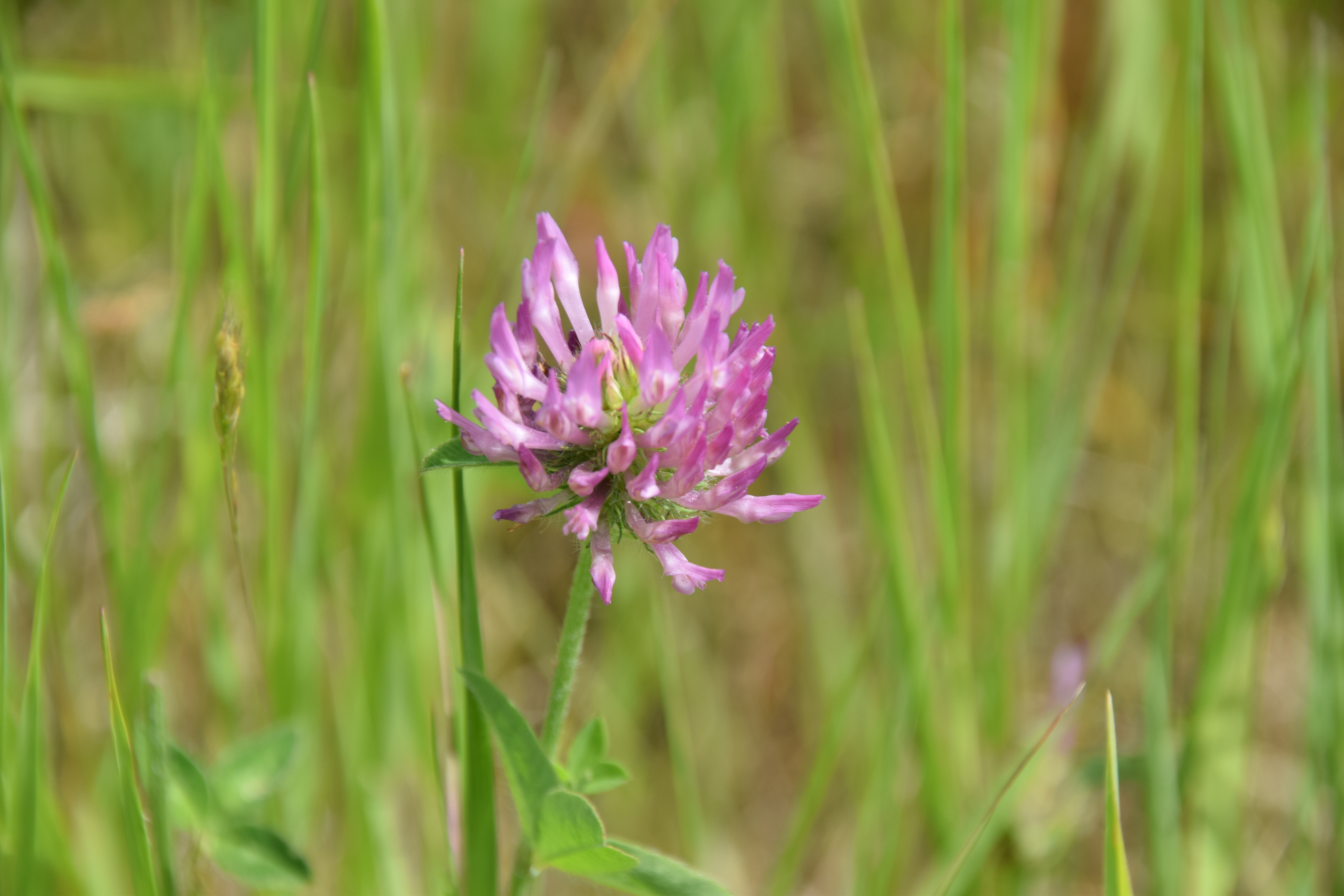
Trifolium hybridum
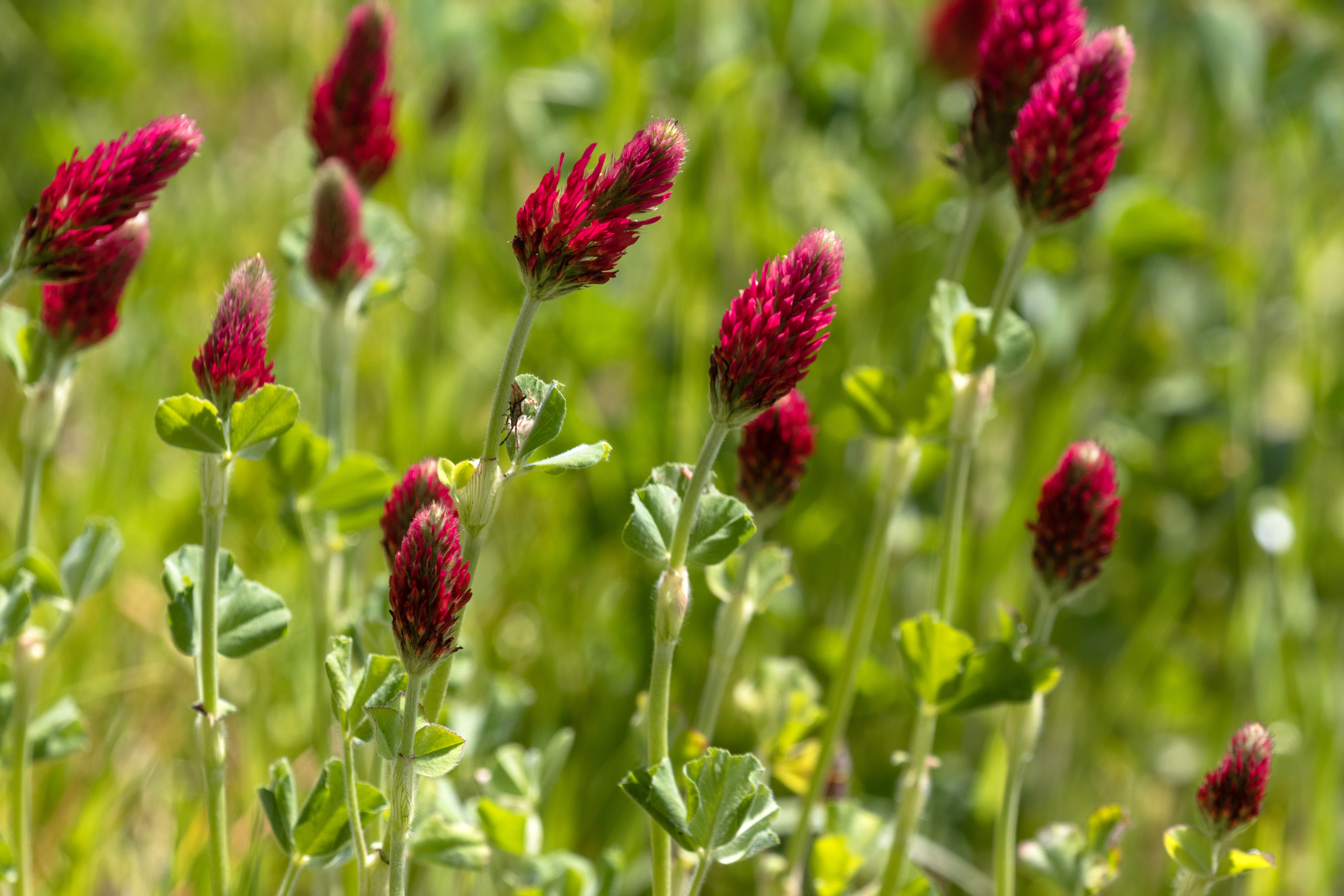
Trifolium incarnatum
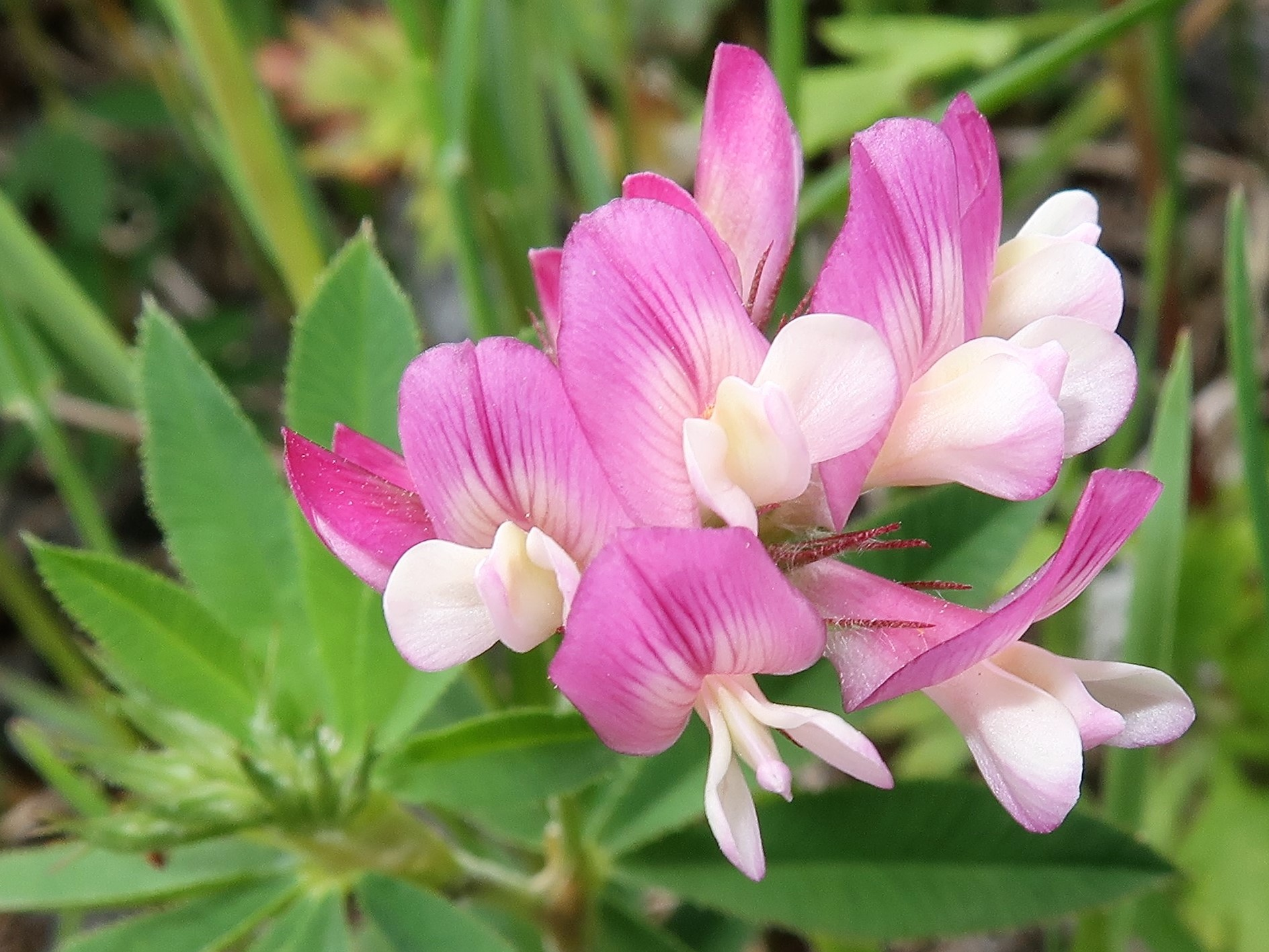
Trifolium lupinaster
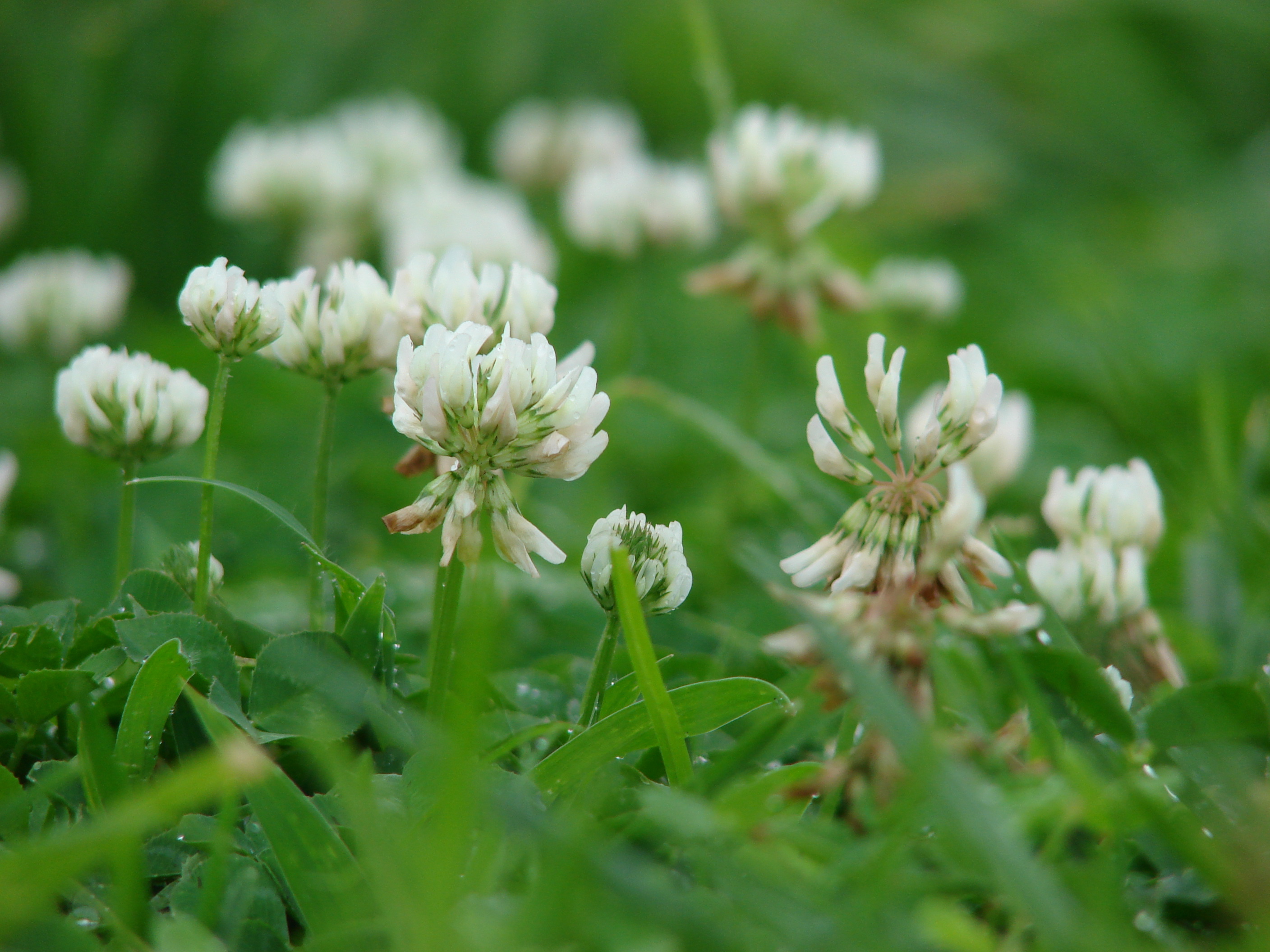
Trifolium repens
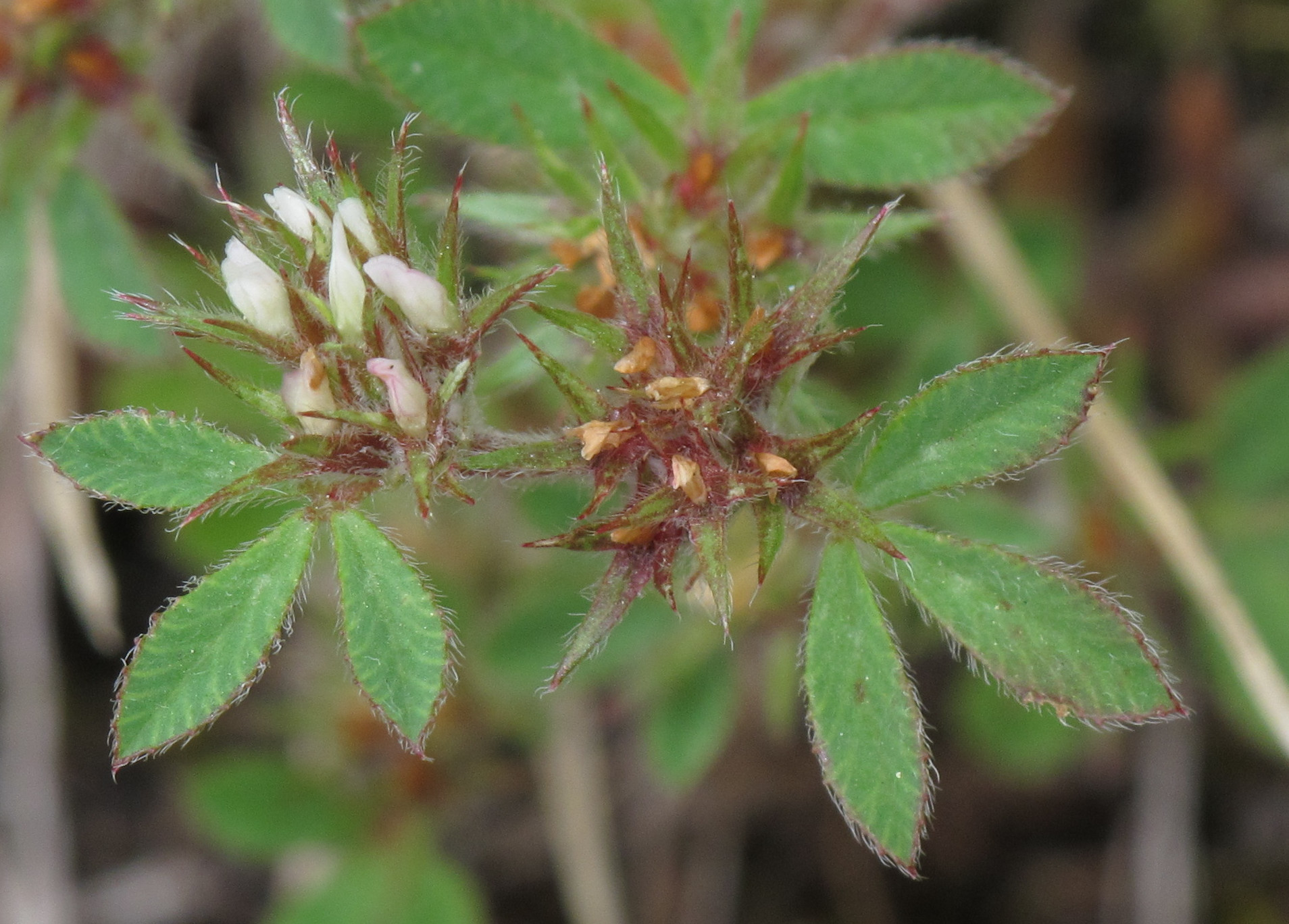
Trifolium scabrum

## Coltivazione
I Trifolium non resistono molto bene al freddo, e prediligono i terreni argillosi; tuttavia si adattano a quasi ogni tipo di suolo, purché non sia eccessivamente impregnato d'acqua.
I trifogli, una volta piantati, crescono rapidamente (2-15 giorni). Dopo circa 48 ore le piante cominciano a germogliare, presentando due piccoli lobi, ai quali se ne aggiunge un terzo in circa 5-6 giorni.

## Proprietà
Dal trifoglio si estraggono ormoni vegetali (fitormoni), in particolare estrogeni, validi per rallentare l'invecchiamento di cute e mucose. Tali estrogeni inoltre sono efficaci per disturbi caratteristici delle donne in menopausa, quali vampate, depressione, osteoporosi, malattie cardiovascolari. 
In anni recenti gli ormoni estratti dal trifoglio si sono rivelati utili anche nell'impiego contro l'ipertrofia prostatica.
Data la sua proprietà di antagonista dell'Ambrosia, pianta infestante della famiglia delle Compositae in rapida diffusione in molte zone del nord Italia, la semenza di trifoglio viene usata in aggiunta alle granaglie per il controllo della diffusione dell'Ambrosia nelle zone agricole.

## Riferimenti nella cultura
Il trifoglio (Shamrock) è uno dei simboli dell'Irlanda: la tradizione vuole che sia stato utilizzato dapprima da San Patrizio, l'evangelizzatore dell'isola, e poi da San Colombano, l'evangelizzatore d'Europa, per spiegare il mistero della Trinità.
Storicamente fu venerato dai druidi, conosciuto dai Greci e dai Romani per le proprietà curative.
A volte (circa 1 su 10.000) i trifogli possono avere quattro foglie, questi vengono comunemente chiamati quadrifogli e considerati dei portafortuna.
Il trifoglio è anche usato come simbolo del guidismo, il movimento femminile parallelo allo scautismo, e compare nel logo dell'Associazione mondiale guide ed esploratrici.